# MÁVAG-Typ 94
Als Typ 94 bezeichnete die Budapester Maschinenfabrik MÁVAG eine Baureihe schmalspuriger Tenderlokomotiven für Bosnische Spur (760 mm).

## Geschichte
Dieser Lokomotivtyp der MÁVAG war mit einer Achslast von nur 3,6 t für sehr leichten Oberbau bei Wald- und Feldbahnen vorgesehen. Geliefert wurden zwischen 1910 und 1922 zumindest 19 Stück an Betriebe im damaligen Ungarn, von diesen verblieben nach dem Ersten Weltkrieg einige Exemplare in den Nachfolgestaaten Tschechoslowakei und Rumänien. Dort wurden sie bei der staatlichen Waldbahngesellschaft CFF in die Nummerngruppe 764.2 eingeordnet. Weitere 10 Lokomotiven wurden 1948 für mehrere Waldbahnen in Bosnien und Kroatien gebaut und waren dort mit ihren Fabriksnummern 5666–5675 im Einsatz.

## Technische Merkmale
Technisch waren die Lokomotiven der MAVAG-Werkstype 85 und dem Typ 70 ähnlich, nur mit weiter verkleinertem Kessel und Antriebsanlage bei entsprechend geringerem Gewicht und Leistung.